# Królestwo Judy
Królestwo Judy – starożytne państwo na Bliskim Wschodzie, obejmujące obszar Judei (terytoria plemion Judy i Beniamina). Powstało w wyniku podziału zjednoczonego królestwa Izraela ok. 930 p.n.e. Jego stolicą była Jerozolima, innymi znaczącymi miastami były m.in. Lakisz, Hebron i Beer Szewa. Kres istnieniu państwa położyła inwazja Nabuchodonozora II z 586 p.n.e.
Większość informacji na temat tego państwa dostarcza Biblia, jednak, w odróżnieniu od wcześniejszych dziejów Izraelitów, wielu wiadomości dostarczają także pozabiblijne źródła pisane oraz badania archeologiczne.

## Historia

### Geneza
Założone przez Saula państwo żydowskie nie było tworem jednolitym, ale raczej zlepkiem plemion połączonych autorytetem władcy. Panujący w Judzie ród Dawida, następcy Saula, od samego początku napotykał trudności w ugruntowaniu swej władzy nad wszystkimi plemionami Izraela. Zanim Dawid objął władzę nad całym Izraelem, przez ponad 7 lat panował wyłącznie nad Judą. W tym samym czasie nad częścią plemion północnych panował jego konkurent do tronu, Iszbaal. Tendencje odśrodkowe istniały także w okresie rządów Dawida nad całym Izraelem. Niejaki Szeba stanął na czele buntu plemion północnych, który w sposób dość jednoznaczny wyrażał sprzeciw wobec judzkiej dominacji nad innymi plemionami. W okresie rządów Salomona tendencje buntownicze ucichły, jednak ciężary nałożone na lud prowadziły do wzrostu niezadowolenia, który nieuchronnie musiał zaowocować rozłamem. Wydaje się przy tym prawdopodobne, że terytorium plemienia Judy nie wchodziło w skład żadnego z ustanowionych przez Salomona okręgów podatkowych (1 Krl 4,7-19), a co za tym idzie, plemię to było obciążone daninami publicznymi w znacznie mniejszym stopniu niż pozostałe. Z tego powodu plemiona północne czuły się traktowane niesprawiedliwie.
Następca Salomona, Roboam, w sposób dość lekkomyślny odrzucił jakąkolwiek formę kompromisu w sprawie nałożonych przez Salomona obciążeń. Doprowadziło to do buntu plemion północnych pod przywództwem Jeroboama. Separatyści ustanowili własne państwo – królestwo Izraela. Ród Dawida zachował władzę jedynie nad Judą.

### Sytuacja państwa judzkiego po podziale
Terytorium które pozostało pod panowaniem Roboama ograniczało się praktycznie do terytorium plemienia Judy. Większość terytorium Beniamina weszło w skład państwa północnego. Obszar państwa był dwukrotnie mniejszy od obszaru państwa północnego. W przypadku gruntów uprawnych dysproporcja była jeszcze większa – areał Judy był mniejszy ponad czterokrotnie. Na dodatek grunty izraelskie były żyźniejsze, a opady na północy – wyższe. Znaczną część państwa południowego pokrywała pustynia. Populacja Judy była ponad dwa razy mniejsza, niż populacja północy, i wynosiła, według niektórych szacunków, ok. 300 000 mieszkańców, natomiast według Israela Finkelsteina pod koniec VIII wieku p.n.e. Juda była zamieszkiwana przez 140 000 mieszkańców.
Pomimo to w niektórych aspektach Juda miała przewagę nad Izraelem. W rękach potomków Dawida pozostała Jerozolima, a wraz z nią świątynia i klasa kapłańska. Juda, rządzona przez ród Dawida, odziedziczyła tradycje potężnego imperium Dawida i Salomona. Państwo zachowało także zwierzchnictwo nad Edomem.

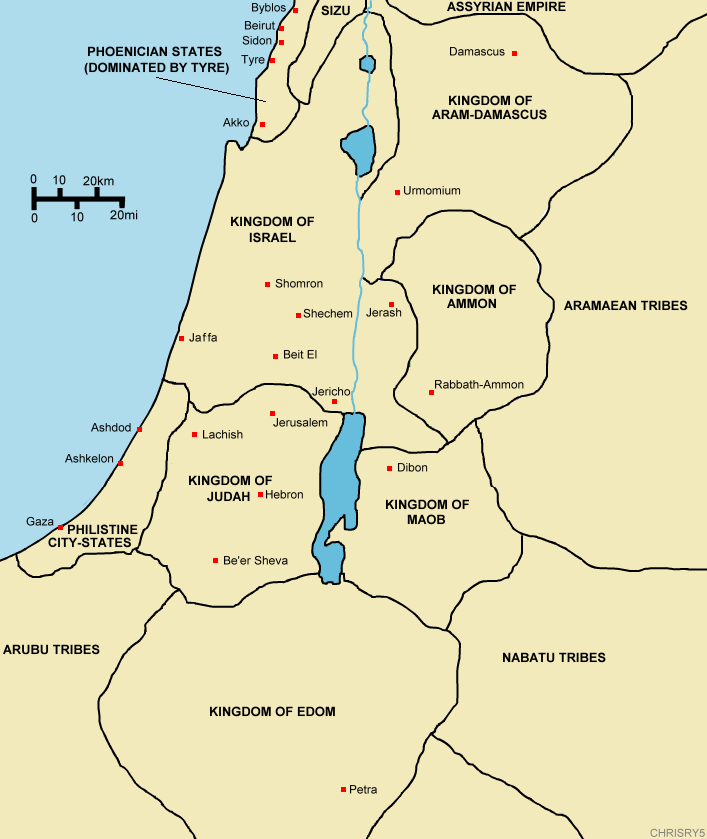
Lewant w IX w. p.n.e.

### Okres współistnienia z państwem północnym

#### Od Roboama do Ochozjasza
Roboam nie był w stanie odzyskać panowania nad terytorium plemion północnych, poprzestał zatem na fortyfikowaniu miast przygranicznych (2 Krn 11,5-10). Z podziału królestwa skorzystał faraon Szeszonk I, który uderzył na terytorium Palestyny i odebrał Judejczykom bogactwa Świątyni Jerozolimskej i pałacu królewskiego. Ponieważ jednak z listy nazw zdobytych przez faraona wynika, że nie uderzył on na centrum Judy, wydaje się, że Roboam dobrowolnie zapłacił trybut, by uchronić kraj przed najazdem. Król toczył również walki z Izraelem, jednak było to raczej starcia przygraniczne niż konflikt na dużą skalę.
Następca Roboama, Abiasz, panował trzy lata. W ciągu swych krótkich rządów miał jednak wsławić zwycięstwem nad Jeroboamem, które odniósł pomimo przewagi liczebnej przeciwnika i wciągnięcia go w zasadzkę. W wyniku zwycięstwa miał zdobyć Betel, Jeszanę i Efron.
Asa, następca Abiasza, dokonał reformy religijnej, likwidując elementy bałwochwalczego kultu. Toczył też wojnę z izraelskim królem Baszą. Sprzymierzył się wtedy z królem Aramu-Damaszku Ben-Hadadem I (składając mu przy tym „dar” w postaci złota i srebra), który najechał terytorium Izraela, zmuszając Baszę do odwrotu. Asa wykorzystał zaangażowanie wroga na północy by ufortyfikować Mispa i Gibea.
Następca Asy, Jozafat, kontynuował religijną politykę swojego ojca. Przyczynił się do militarnego i gospodarczego umocnienia państwa, pobierając trybut od Filistynów i Arabów, a także budując nowe twierdze i spichlerze. Zbudował także flotę w Esjon-Geber, która jednak uległa rozbiciu. Utrzymywał pokojowe stosunki z królem Izraela Achabem. Przymierze zostało przypieczętowane małżeństwem syna Jozafata, Jorama, z córką Achaba, Atalią. Według Biblii Jozafat uczestniczył w dwóch izraelskich wyprawach wojennych: Achaba przeciwko Aramejczykom, oraz Jorama przeciwko Moabowi.
Joram, następca Jozafata, rozpoczął swe rządy od zgładzenia swych braci – potencjalnych konkurentów do tronu – oraz ich sympatyków. W okresie jego rządów Juda utraciła zwierzchnictwo nad Edomem, który został zhołdowany w czasach króla Dawida, a także nad Libną. Państwo zostało napadnięte przez Filistynów i Arabów. Odstąpił również od jahwizmu, co potępił prorok Eliasz. Zmarł w wyniku choroby. Zgodnie z przekazem biblijnym „nikt go nie żałował” i nie został pochowany w grobach królewskich.
Po Joramie tron objął Ochozjasz, który panował jedynie rok. Wyprawił się on razem z izraelskim władcą Joramem przeciwko aramejskiemu królowi Chazaelowi, jednak poniósł klęskę pod Ramot w Gileadzie. Następnie został zamordowany przez Jehu, który dokonał zamachu stanu w Izraelu i przejął tron po Joramie. Dobre stosunki pomiędzy Izraelem a Judą zostały zerwane.

#### Od Atalii do Achaza
Po otrzymaniu wiadomości o śmierci Ochozjasza, Atalia wymordowała pozostałych przy życiu członków rodziny królewskiej i objęła tron. Przy życiu miał jednak pozostać mały Joasz, którym zaopiekowały się środowiska kapłańskie. W okresie swoich rządów Atalia wspierała kult Baala. Po sześciu latach arcykapłan Jojada przeprowadził zamach stanu i namaścił Joasza na króla. Atalia została zamordowana.
W początkowym okresie swoich rządów Joasz pozostawał pod znacznym wpływem kapłana Jojady. Król przystąpił do odnowienia Świątyni Jerozolimskiej. Po śmierci Jojady Joasz miał jednak odstąpić od wiary. Krytykujący króla za odstępstwo prorok Zachariasz został z polecenia władcy ukamienowany. Złożył trybut Chazaelowi, by uchronić kraj przed jego atakiem. Został zamordowany przez grupę spiskowców.
Następcą Joasza został Amazjasz. Skazał on na śmierć zabójców swego ojca. Pokonał też Edomitów w Dolinie Solnej. Zachęcony sukcesem nad Edomitami, zachował się prowokacyjnie wobec Izraela. Poniósł jednak klęskę w walce z królem Joaszem i dostał się do niewoli. Jerozolima została zdobyta, a świątynia – splądrowana. Został zamordowany w Lakisz, a lud wybrał na następcę jego syna, Azariasza.
W okresie rządów Azariasza wytworzyła się korzystna sytuacja dla Judy, gdyż Asyria czasowo wstrzymała swoją ekspansję, natomiast Aram był zajęty swoimi sprawami wewnętrznymi. Król zmusił do uległości Aszdod i Gat, rozbudował Jerozolimę i umocnił wojsko. Umocnił, a może nawet rozszerzył, władzę nad Edomem. Rozbudował też port w Esjon-Geber. Pisma prorockie z okresu jego rządów wskazują na wzrost dobrobytu w kraju. Król zachorował jednak na trąd i wyznaczył swojego następcę, Jotama, na regenta.
Rządy Jotama, poza zwycięską wojną z Ammonitami, nie odznaczały się niczym szczególnym. Odmówił on wejścia w skład tworzącej się koalicji antyasyryjskiej. Spowodowało to wrogą postawę koalicji wobec Judy, jednak Jotam zmarł, zanim podjęła ona jakiekolwiek działania. Jednak podczas rządów jego następcy, Achaza, wojska stojących na czele koalicji Izraela i Aramu obległy Jerozolimę, zamierzając skłonić króla do przystąpienia do koalicji, lub zastąpić go przygotowanym przez koalicję kandydatem, niejakim „synem Tabeela”, jednak zapłacił trybut królowi Asyrii Tiglat-Pileserowi III, który wyruszył przeciwko wojskom koalicji i zmusił je do odstąpienia od oblężenia. Wydarzenia te przeszły do historii jako wojna syro-efraimska. Achaz stał się lennikiem Asyrii, co potwierdza inskrypcja Tiglat-Pilesera III. Złożył wiernopoddańczą wizytę w zdobytym przez króla Asyrii Damaszku. Poddaństwo Achaza znalazło swój wyraz w licznych działaniach natury religijnej o charakterze synkretycznym.
Pod koniec rządów Achaza, lub też krótko po objęciu władzy przez jego następcę (2 Krl 18,9-10), królestwo Izraela zostało całkowicie unicestwione przez Asyrię. Położenie i górzyste ukształtowanie terenu sprawiało jednak, że Juda była dla Asyrii mniej atrakcyjnym kierunkiem ekspansji niż położone na strategicznej drodze do Egiptu królestwo Izraela, co pozwoliło Judzie, już jedynemu państwu żydowskiemu na świecie, zachować niezależność.

### Od Ezechiasza do Jozjasza

#### Panowanie Ezechiasza
Następca Achaza, Ezechiasz, nie występował otwarcie przeciw Asyrii, lecz podejmował ostrożne próby wyswobodzenia spod ich dominacji. W swych dążeniach opierał się zwłaszcza na Egipcie, który w tych czasach występował jako inspirator wszelkich prób wyzwolenia się państewek palestyńskich spod dominacji Asyrii. Nawiązał też kontakt z królem Babilonii, Marduk-apla-iddiną II, który prawdopodobnie zaproponował równoczesne wystąpienie zbrojne przeciwko Asyrii. Asyryjski król Sennacheryb pokonał jednak Babilończyków w bitwie pod Kisz, a następnie w 701 p.n.e. w bitwie pod Altaqu zadał klęskę koalicji egipsko-palestyńskiej. Następnie zaatakował terytorium Judy od południowego zachodu, zdobywając m.in. Lakisz. Ezechiasz złożył Sennacherybowi trybut, co nie uchroniło go jednak przed atakiem Asyryjczyków, którzy oblegli Jerozolimę. Istnieją jednak wątpliwości, czy oblężenie miało miejsce podczas tej samej wyprawy wojennej, czy innej, późniejszej. Według Biblii Asyryjczycy mieli jednak odstąpić od oblężenia wskutek plagi, która dotknęła obóz asyryjski.
Wkrótce po objęciu rządów Ezechiasz przystąpił do realizacji reformy religijnej. Choć Biblia o tym nie wspomina, zapewne przebiegała ona nie bez wpływu proroka Izajasza, który działał w tym okresie. Zachęcał też resztki ludności izraelskiej pozostałej na terytorium Manassesa i Efraima do udziały w świątecznych obchodach w Jerozolimie, jednak przyniosło to znikomy skutek, ze względu na działalność sanktuarium w Betelu. Reformy Ezechiasza bez wątpienia miały również charakter polityczny – usunięcie asyryjskich symboli kultowych było równoznaczne z ogłoszeniem niezależności politycznej.
Ezechiasz dokonał także reform administracyjnych, a także podjął działalność budowlaną. Rozbudował umocnienia głównych miast Judy. Dla zabezpieczenia stolicy zbudował też tunel biegnący pod Miastem Dawidowym, łączący źródło Gichon z sadzawką Siloe.

#### Panowanie Manassesa i Amona

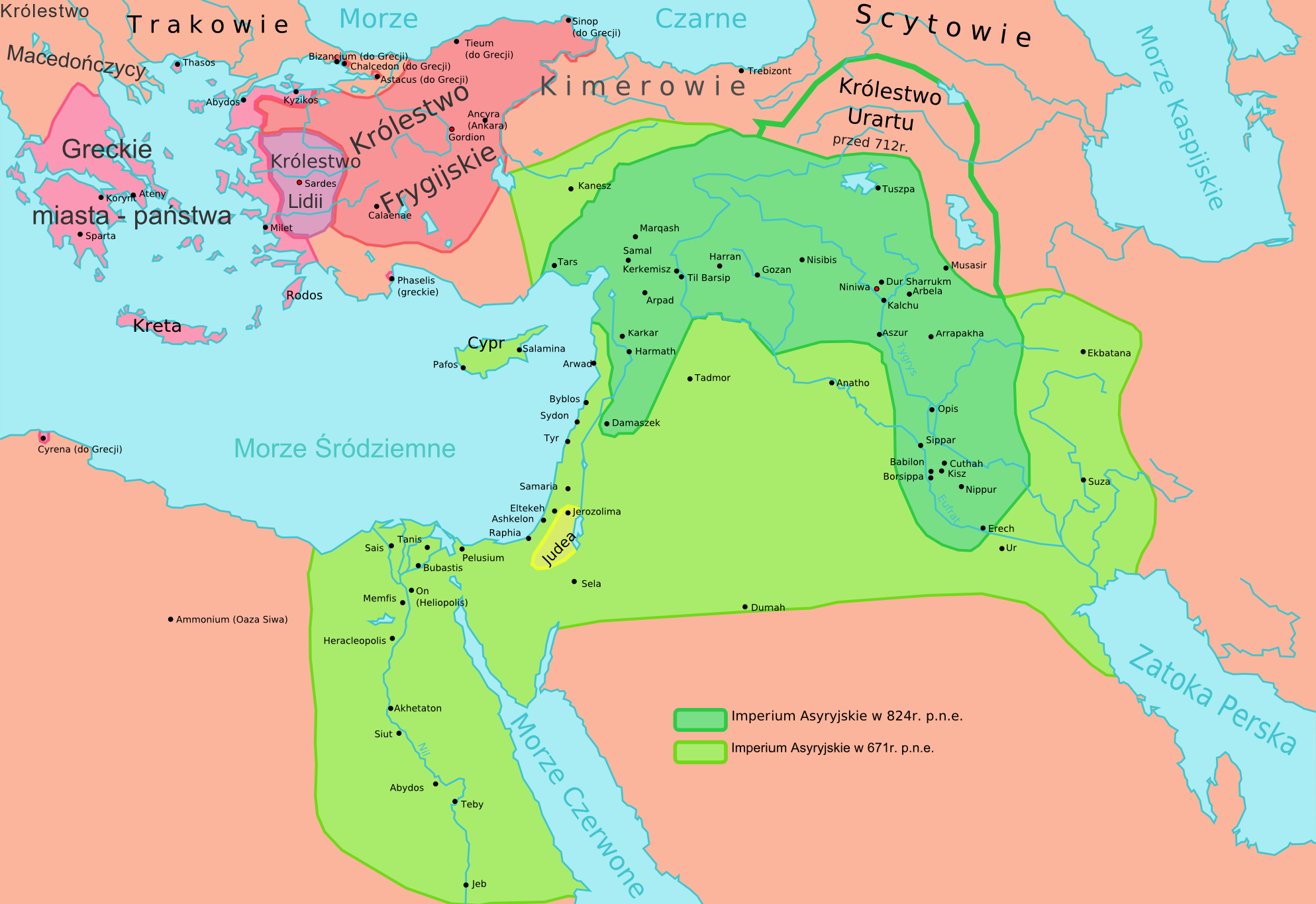
Położenie Judy na terytorium pod władzą Asyrii

Rządy Manassesa, następcy Ezechiasza, przypadają na okres największej potęgi Asyrii. Król ten cofnął reformy religijne swego ojca, prawdopodobnie w związku z polityczną sytuacją kraju. Wprowadził liczne obce elementy kultowe. Słowa o przelaniu przez niego „niewinnej krwi” (2 Krl 21,16) wskazują, że przeciwnicy jego działań karani byli śmiercią. Tradycja uznaje, że w okresie jego panowania męczeńską śmierć poniósł prorok Izajasz.
Biblia wspomina, że Manasses miał być uprowadzony do Babilonu przez Asyryjczyków. Źródła asyryjskie wspominają obowiązkową wizytę Manassesa, jednak w Niniwie, a nie w Babilonie. Asyryjskie inskrypcje wspominają też bunt Edomu i Moabu w tym okresie – możliwe jest więc, że również Manasses brał w nim udział, i z tego powodu został uwięziony.
Następcą Manassesa był Amon. Został on zamordowany przez swoich dworzan, którzy jednak zostali zgładzeni przez lud. Judejczycy ogłosili królem syna Amona, Jozjasza.

#### Panowanie Jozjasza
W okresie panowania Jozjasza doszło do załamania potęgi Asyrii. Król skorzystał z tej sytuacji, by wyswobodzić kraj i rozszerzyć obszar swojego władania o tereny dawnego królestwa Izraela. Uczynił to prawdopodobnie w sposób pokojowy, gdyż żadne przekazy nie wskazują, by podejmował działania wojenne. Badania archeologiczne wskazują, że zajął też część terytorium Filistynów.
Koniec zależności od Asyrii pozwolił królowi przeprowadzić reformę religijną. Usunięto obce symbole kultowe i skoncentrowano kult w Jerozolimie, likwidując prowincjonalne świątyńki.
W okresie rządów Jozjasza Juda rozwinęła się gospodarczo. Wzrosła liczba warsztatów rzemieślniczych oraz tłoczni wina i oliwy. Nie odnotowano natomiast postępu w zakresie budownictwa.
Pod koniec panowania Jozjasza korzystna sytuacja polityczna zaczęła się zmieniać. Egipt zamierzał skorzystać z upadku Asyrii, by przejąć od niej dominację w Syropalestynie. Nie chciał również dopuścić do całkowitego upadku Asyrii, by zachować równowagę sił w regionie. Plany te stanowiły zagrożenie dla Jozjasza, który wrogo podchodził do wszelkich prób odbudowy Asyrii, jak również nie chciał stać się wasalem Egiptu. Postanowił zagrozić idącym na pomoc asyryjskiemu władcy Aszurubalitowi II wojskom faraona Necho II, jednak jego niewielka armia doznała dotkliwej klęski pod Megiddo, a sam władca poległ.

### Ostatnie lata
Po klęsce lud wybrał na króla syna Jozjasza, Joachaza. Jednak już po trzech miesiącach panowania strącił go z tronu faraon Necho, który uważał ten samowolny wybór za akt nieposłuszeństwa. Władca Egiptu nałożył na Judę trybut i ustanowił królem Eliakima, któremu zmienił imię na Jojakim. Jednak dominacja Egiptu nie trwała długo. Wkrótce Necho doznał klęski z rąk Babilończyków pod Karkemisz. Juda dostała się pod dominację państwa nowobabilońskiego i płaciła mu trybut. Jojakim nie stracił jednak nadziei na wyzwolenie i zaczął umacniać kraj. Ufortyfikował m.in. Ramat Rahel. Według Biblii król zbuntował się przeciwko Babilończykom (2 Krl 24,1). Gdy jednak król babiloński Nabuchodonozor II wyruszył, by uregulować sprawę poddaństwa, władcą Judy był już jego syn, Jojakin. Nabuchodonozor obległ Jerozolimę. Jojakin ogłosił kapitulację i oddał się do niewoli. Król został deportowany do Babilonii, podobny los spotkał znaczną część elity kraju. Następca władca Babilonii ustanowił stryja Jojakina, Mataniasza, którego imię zmienił na Sedecjasz.
Sedecjasz jest przez Biblię opisywany jako człowiek zastraszony i chwiejny. Początkowo zachowywał wierność wobec króla Babilonii, do czego zachęcał go prorok Jeremiasz. Jednak wpływ możnych, którzy zachęcali go do sprzymierzenia się z Egiptem przeciwko państwu nowobabilońskiemu, okazał się silniejszy. Skutki buntu okazały się tragiczne. Najpierw uderzyli Edomici, którzy zauważyli trudności państwa judzkiego. Później nadeszła armia babilońska. Po dwuletnim oblężeniu Jerozolima została zdobyta, pałac królewski i świątynia – spalone, króla wraz z jego synami zgładzono, natomiast ludność uprowadzono do niewoli. W Judzie pozostała jedynie biedota. Kraj stał się prowincją babilońską.

## Ustrój polityczny i organizacja państwa

### Władza centralna
W odróżnieniu od królestwa północnego, Juda była państwem scentralizowanym. Władza koncentrowała się wokół centralnego ośrodka w Jerozolimie (żadne z innych miast judzkich nie mogło konkurować znaczeniem i wielkością z Jerozolimą), co upodabniało Judę do miasta-państwa. Sytuacja polityczna w Judzie była znacznie bardziej stabilna niż w Izraelu – rządy pozostawały w rękach jednej dynastii, rodu Dawida.

### Organizacja państwa
Juda podzielona była na 12 jednostek administracyjnych, które tworzyły 4 większe regiony: góry, Szefelę, pustynię Judzką i Negeb. Odnalezione pieczęcie z czasów króla Ezechiasza wymieniają cztery nazwy okręgów: Hebron, Soho, Zif, Mamszat. Oznacza to, że w tym okresie utworzone dodatkowe okręgi obok istniejących 12, albo też są to nazwy wspomnianych czterech regionów (w podanej kolejności).

### Wojskowość
Juda posiadała małą armię zawodową i gwardię królewską, ważną część armii stanowiło pospolite ruszenie. Wojsko dzieliło się na oddziały złożone z 10, 50, 100 i 1000 żołnierzy. Pospolite ruszenie składało się z pięciu korpusów, z których prawdopodobnie każdy był w gotowości przez 10,5 tygodnia lub też połowa każdego korpusu pozostawała w gotowości przez 5 tygodni. Opierało się ono na organizacji rodowej.

## Religia
Życie religijne Judy koncentrowało się wokół Świątyni Jerozolimskiej. 2 Księga Kronik wskazuje, że Juda stała się azylem dla wyznawców ortodoksyjnego jahwizmu. Jednak synkretyzm religijny szerzył się również tutaj – sięgał on zresztą czasów króla Salomona. Już w okresie rządów Roboama miały powstać liczne wyżyny kultowe, stele, ołtarze i słupy poświęcone Aszerze, jak i zapoczątkowany miał być nierząd sakralny. Synkretyzm miał się nasilić najbardziej w okresie rządów Manassesa, który umieścił w Świątyni Jerozolimskiej bałwochwalcze ołtarze, oddawał cześć gwiazdom, uprawiał wróżbiarstwo i czary, a nawet złożył syna w ofierze Molochowi. Z tendencjami synkretycznymi walczyli w największym stopniu Ezechiasz i Jozjasz.
Archeolodzy odnaleźli fragmenty ołtarza z wspominanej przez proroka Amosa (Am 5,5; 8,14) świątyni w Beer Szewie. Została ona zniszczona w okresie panowania Jozjasza. Odnaleziono także ślady świątyni w Aradzie, która, podobnie jak północne sanktuaria w Betel i Dan, leżało przy granicy kraju. W Miejscu Świętym stały tam dwa ołtarze, co wskazuje, że cześć oddawano tam parze bóstw. Na terytorium Judy odnaleziono też przedmioty kultowe świadczące o kulcie Astarte, zwykle w postaci popiersia stojącego na kolumnie.

## Kultura
Architektura i urbanistyka
Większość domostw z tego okresu stanowią tzw. domy na filarach. Przestrzeń tych domów była rzędami filarów podzielona na mniejsze pomieszczenia. Ponieważ wysokość tych filarów jest niewielka, prawdopodobnie wydzielone przez nie pomieszczenia służyły celom gospodarczym, a posiadały one również piętro, na które wchodzono po schodach lub drabinie. Odmianą takiego typu domostw były „domy czteropokojowe”, składające się z centralnego dziedzińca z trzech stron otoczonego pomieszczeniami.
Największymi miastami Judy były Jerozolima (120 akrów, 10-20 tys. mieszkańców) i Lakisz (20 akrów). Z tych miast pochodzą też najważniejsze ślady architektury miejskiej. Jerozolima była miastem zbudowanym na tarasach i podzielonym na kilka dzielnic. W Lakisz, poza potężnymi murami obronnymi, odnaleziono ślady pałacu obronnego, będącego największą tego typu budowlą z tego okresu odnalezioną w Judzie. Pomniejsze miasta przypominały raczej ufortyfikowane wioski (ich ludność zresztą utrzymywała się w znacznym stopniu z rolnictwa). Pojedyncza brama prowadziła na plac miejski, z którego wychodziły poszczególne ulice. Do murów obronnych często przylegały zabudowania. Zazwyczaj nie znajdowały się tam żadne, poza spichlerzami, budynki użyteczności publicznej.
Częste są w miastach judzkich systemy zaopatrzenia w wodę. Istniały dwa podstawowe typy tych systemów: tunele prowadzące do źródła znajdującego się poza murami miasta oraz pionowe studnie prowadzące wprost do źródła. Niekiedy jednak system sprowadzał się jedynie do cystern, do których wodę dowożono w pojemnikach na grzbietach zwierząt. Zwykle miasta posiadały jeden system zaopatrzenia w wodę, jednak niektóre miasta, np. Jerozolima, posiadały ich więcej.
Grobowce
Grobowce miały zwykle formę kwadratowych pomieszczeń otoczonych z trzech stron kamiennymi ławami służącymi do składania zmarłych. Prowadziły do nich wejścia zamykanie kamieniem. Bardziej rozbudowane grobowce posiadały wiele pomieszczeń przylegających do głównego grobowca. W grobach składano również dary pogrzebowe.
Pismo
Znalezione ślady działalności piśmienniczej, w postaci ostraków i pieczęci, dostarczają informacji dotyczących imion, oficjalnych tytułów, podziału administracyjnego czy spraw codziennych. Najstarszym zabytkiem piśmiennictwa paleohebrajskiego jest Kalendarz z Gezer, będący prostym zestawieniem prac rolnych.

## Władcy
Istnieją różne chronologie rządów królów Judy. Większość historyków stosuje starsze chronologie Williama F. Albrighta lub Edwina R. Thielego, albo nowsze Gershona Galila lub Kennetha Kitchena. Polska Biblia Tysiąclecia stosuje chronologię V. Pavlovskiego i E. Vogta.
| Król      | Albright | Thiele  | Galil   | Kitchen    | Pavlovsky–Vogt |
| --------- | -------- | ------- | ------- | ---------- | -------------- |
| Roboam    | 922–915  | 931–913 | 931–914 | 931–915    | 931–914        |
| Abiasz    | 915–913  | 913–911 | 914–911 | 915–912    | 914–911        |
| Asa       | 913–873  | 911–870 | 911–870 | 912–871    | 911–870        |
| Jozafat   | 873–849  | 870–848 | 870–845 | 871–849    | 870–848        |
| Joram     | 849–842  | 848–841 | 851–843 | 849–842    | 848–841        |
| Ochozjasz | 842      | 841     | 843–842 | 842–841    | 841            |
| Atalia    | 842–837  | 841–835 | 842–835 | 841–835    | 841–835        |
| Joasz     | 837–800  | 835–796 | 842–802 | 841–796    | 835–796        |
| Amazjasz  | 800–783  | 796–767 | 805–776 | 796–776    | 796–767        |
| Azariasz  | 783–742  | 767–740 | 788–736 | 776–736    | 767–739        |
| Jotam     | 742–735  | 740–732 | 758–742 | 750–735/30 | 739–734        |
| Achaz     | 735–715  | 732–716 | 742–726 | 735/31–715 | 734–728        |
| Ezechiasz | 715–687  | 716–687 | 726–697 | 715–687    | 728–699        |
| Manasses  | 687–642  | 687–643 | 697–642 | 687–642    | 699–643        |
| Amon      | 642–640  | 643–641 | 642–640 | 642–640    | 643–641        |
| Jozjasz   | 640–609  | 641–609 | 640–609 | 640–609    | 641–609        |
| Joachaz   | 609      | 609     | 609     | 609        | 609            |
| Jojakim   | 609–598  | 609–598 | 609–598 | 609–598    | 608–598        |
| Jojakin   | 598      | 598     | 598–597 | 598–597    | 598/597        |
| Sedecjasz | 597–587  | 597–586 | 597–586 | 597–586    | 597–586        |